# 시끌별 녀석들 2 - 뷰티풀 드리머
시끌별 녀석들 2 - 뷰티풀 드리머(うる星やつら２　ビューティフル・ドリーマー, Urusei Yatsura 2: Beautiful Dreamer)는 일본에서 제작된 오시이 마모루 감독의 1984년 애니메이션, 코미디, 판타지, SF, 스릴러 영화이다. 후루카와 토시오 등이 주연으로 출연하였다.

## 출연

### 주연
- 후루카와 토시오
- 치바 시게루

### 조연
- 후지오카 타쿠야
- 후타마타 잇세이
- 히라노 후미

## 제작진
- 원작자: 다카하시 루미코
- Ass-PD: 하세가와 히로시